# 출동! 안전지대
출동! 안전지대는 2012년 11월 26일부터 2013년 2월 12일까지 KBS 2TV에서 방송된 텔레비전 프로그램이었다.

## 기획 의도
범죄와 사고로부터 안전한 사회를 위하였던 국민안전 프로그램이었다.

## 방송 회차

### 2012년
| 회차 | 방송일    | 부제                     |
| ---- | --------- | ------------------------ |
| 1    | 11월 26일 | 성범죄 출입금지          |
| 2    | 11월 27일 | 범죄를 지켜보는 눈, CCTV |
| 3    | 12월 3일  | 스쿨존 어린이를 지켜라!  |
| 4    | 12월 4일  | 내 손안의 경찰관         |
| 5    | 12월 10일 | 음주폭력과의 전쟁        |
| 6    | 12월 11일 | 미리잡는 겨울화재        |
| 7    | 12월 17일 | 안전한 택시              |
| 8    | 12월 18일 | 보이스피싱 범죄          |
| 9    | 12월 24일 | 주차장, 운전자 대상 범죄 |

### 2013년
| 회차 | 방송일   | 부제                           |
| ---- | -------- | ------------------------------ |
| 10   | 1월 7일  | 아동 성범죄                    |
| 11   | 1월 8일  | 지하철 범죄                    |
| 12   | 1월 14일 | 인터넷에 중독된 아이들         |
| 13   | 1월 15일 | 실종아동 찾기!                 |
| 14   | 1월 21일 | 가정을 파괴하는 범죄, 가정폭력 |
| 15   | 1월 22일 | 승강기 안전 몇 점?             |
| 16   | 1월 28일 | 집을 떠난 아이들               |
| 17   | 1월 29일 | 당신의 스마트폰은 안전합니까?  |
| 18   | 2월 5일  | 학교폭력                       |
| 19   | 2월 6일  | 잘못된 선택 자살               |
| 20   | 2월 12일 | 위기의 가정을 구하라           |